# Bröllop i kikar'n
Bröllop i kikar'n är en teater-/filmproduktion i samarbete med buskisduon Stefan & Krister som sattes upp på Vallarnas Friluftsteater i Falkenberg under sommaren år 2015. Den släpptes på DVD år 2016.

## Rollista
| Jojje Jönsson      | – Dag-Otto Flink, brevbärare           |
| Claes Månsson      | – Pastor Gert Blid, hungrig präst      |
| Siw Carlsson       | – Dagmar Larsson, föreståndarinna      |
| Stefan Gerhardsson | – Våge Jonsson, gammal sjöman          |
| Jeanette Capocci   | – Anna-Lisa Posse, Harriets syster     |
| Mikael Riesebeck   | – Tage Nilsson, Harriets fästman       |
| Karin Bergquist    | – Harriet Posse, Tages fästmö          |
| Jan Holmquist      | – Bert "Fete-Bert" Grönvall, "Bertman" |